# Hypolycaena tmolus
Hypolycaena tmolus är en fjärilsart som beskrevs av Felder 1862. Hypolycaena tmolus ingår i släktet Hypolycaena och familjen juvelvingar. Inga underarter finns listade i Catalogue of Life.